# Yuleny Aranguren
Yuleny Aranguren es una enfermera, productora agraria y activista venezolana que llegó a ser miembro directiva de la Federación Bolivariana de Productores Pescadores y Ganaderos de Venezuela (Febapega). Durante la campaña de las elecciones presidenciales de Venezuela de 2024, Aranguren fue miembro de la dirección del partido Vente Venezuela y coordinadora del Voluntariado de Mujeres en el estado. Pocos días después de las elecciones fue arrestada y estuvo detenida por más de cuatro meses.

## Carrera
Yuleny tiene al menos treinta años de servicio en el área de enfermería en el estado Apure y ha trabajado en una unidad de producción en el Bajo Apure. También ha sido productora agraria y miembro directiva de la Federación Bolivariana de Productores Pescadores y Ganaderos de Venezuela (Febapega). Durante la campaña de las elecciones presidenciales de Venezuela de 2024, Aranguren fue miembro de la dirección regional del partido opositor Vente Venezuela en Apure y coordinadora del Voluntariado de Mujeres en el municipio Biruaca.

## Detención
El 9 de agosto, pocos días después de las elecciones, Yuleny fue arrestada por funcionarios de la Policía Nacional Bolivariana (PNB). El Comando con Venezuela opositor denunció la detención. Aranguren fue trasladada y recluida en el Centro Penitenciario Femenino Las Crisálidas en Los Teques, estado Miranda. El 21 de diciembre fue excarcelada con medidas cautelares.Para la fecha, la organización de derechos humanos Foro Penal registraba la cifra de 1.877 presos políticos.